# Daisy Millerová
Daisy Millerová (org. Daisy Miller) je psychologická novela anglického spisovatele Henryho Jamese. Poprvé byla vydána roku 1878 v Cornhill Magazine a o rok později vyšla v knižní podobě. Popisuje vztah krásné americké dívky Daisy Millerové a jejího sofistikovaného krajana Winterbourna. Jeho snahám zapůsobit na ni zabraňuje Daisyno zalíbení ve flirtu, ke kterému se při jejich setkání ve Švýcarsku a Itálii stavějí odmítavě také další cizinci, se kterými se setkávají.
Příběh vypráví o mladé naivní ženě, Američance Daisy Millerové žijící v Římě, která svým liberálním chováním pobuřovala viktoriánskou společnost a kvůli neuváženému vztahu s Italem byla vyloučena z americké komunity v Římě.

## Děj
Annie „Daisy“ Millerová a Frederick Winterbourn se poprvé setkávají v zahradě hotelu ve švýcarském Vevey. Představí je Daisyin bratr Randolph. Ten považuje Winterbourna za vzor amerického gentlemanství, Amerika je pro něj tou nejlepší zemi světa. Oproti tomu Daisy Evropa fascinuje a přeje si vstoupit do její vyšší společnosti.
Winterbourn je nejprve fascinován Daisyným půvabem, brzy ale dojde k názoru, že se jedná pouze o případ mladé kokety. Pokračuje však ve svých snahách a pozorováních i přes protesty své tety. Ta je pobouřena mimo jiné jejich bezprostředním výletem na hrad Chillon, na kterém se dohodli pouze pár hodin po prvním setkání. Následujícího dne Winterbourn Daisy oznámí, že odjíždí do Ženevy. Daisy reaguje poněkud zklamaně a vyjádří přání, aby je navštívil později toho roku během jejich pobytu v Římě.
V Římě se dvojice nečekaně setkává u společné známé paní Walkerové. V té době tam již kolují fámy o tom, jak se Daisy bezostyšně stýká s mladými italskými gentlemany, Winterbourn se pak dozvídá o její známosti s gentlemanem pochybné pověsti, panem Giovanellim. On i paní Walkerová se snaží Daisy přesvědčit, aby tohoto vztahu zanechala, nicméně bez úspěchu.
Jednoho večera zamíří Winterbourn ke Koloseu, kde náhodou narazí na Daisy a jejího přítele. Oboří se na Giovanelliho pro jeho lehkomyslnost a neopatrnost, Koloseum bylo totiž známým místem nákazy smrtelnou horečkou. Daisy se však tímto nebezpečím netrápí. Za několik dní onemocní a umírá.

## Filmová adaptace
- Daisy Millerová (org. Daisy Miller) - americký film režiséra Petera Bogdanoviche z roku 1974. V hlavní roli Cybill Shepherdová.